# Keiller da Silva Nunes
Keiller da Silva Nunes (Eldorado do Sul, 29 ottobre 1996) è un calciatore brasiliano, portiere del Ceará in prestito dall'Internacional.

## Carriera
Keiller ha esordito con l'Internacional nella semifinale di ritorno del Campionato Gaúcho 2017 sostituendo l'infortunato Marcelo Lomba contro il Caxias. Ai calci di rigore ha contribuito alla qualificazione in finale parando due tiri.
Nel 2021 è stato ceduto in prestito alla Chapecoense per l'intera stagione.
Nel 2022 ha fatto ritorno all'Internacional ed ha rinnovato il proprio contratto fino al 2024. Inizialmente riserva di Daniel, in seguito all'infortunio di quest'ultimo ha ottenuto il ruolo di titolare e ha rinnovato il contratto fino al 2026.

## Statistiche

### Presenze e reti nei club
Statistiche aggiornate al 20 maggio 2022.
| Stagione        | Squadra         | Campionato      | Campionato | Campionato | Coppe nazionali | Coppe nazionali | Coppe nazionali | Coppe continentali | Coppe continentali | Coppe continentali | Altre coppe | Altre coppe | Altre coppe | Totale | Totale | Totale |
| Stagione        | Squadra         | Comp            | Pres       | Reti       | Comp            | Pres            | Reti            | Comp               | Pres               | Reti               | Comp        | Pres        | Reti        | Pres   | Reti   |        |
| --------------- | --------------- | --------------- | ---------- | ---------- | --------------- | --------------- | --------------- | ------------------ | ------------------ | ------------------ | ----------- | ----------- | ----------- | ------ | ------ | ------ |
| 2016            | Internacional   | PD/RS+A         | 0          | 0          | CB              | 0               | 0               |                    | -                  | -                  |             | -           | -           | 0      | 0      |        |
| 2017            | Internacional   | PD/RS+B         | 2+0        | 0          | CB              | 0               | 0               |                    | -                  | -                  |             | -           | -           | 2      | 0      |        |
| 2018            | Internacional   | PD/RS+A         | 0          | 0          | CB              | 0               | 0               |                    | -                  | -                  |             | -           | -           | 0      | 0      |        |
| 2019            | Internacional   | PD/RS+A         | 0          | 0          | CB              | 0               | 0               | CL                 | 0                  | 0                  |             | -           | -           | 0      | 0      |        |
| 2020            | Internacional   | PD/RS+A         | 0          | 0          | CB              | 0               | 0               | CL                 | 0                  | 0                  |             | -           | -           | 0      | 0      |        |
| 2021            | Chapecoense     | PD/SC+A         | 14+16      | 0          | CB              | 3               | 0               |                    | -                  | -                  |             | -           | -           | 30     | 0      |        |
| 2022            | Internacional   | PD/RS+A         | 1+15       | 0          | CB              | 0               | 0               | CS                 | 0                  | 0                  |             | -           | -           | 16     | 0      |        |
| 2023            | Internacional   | PD/RS+A         | 12+10      | 0          | CB              | 3               | 0               | CL                 | 3                  | 0                  |             | -           | -           | 28     | 0      |        |
| Totale carriera | Totale carriera | Totale carriera | 70         | 0          |                 | 3               | 0               |                    | 3                  | 0                  |             | -           | -           | 76     | -79    |        |

## Palmarès

### Club

#### Competizioni statali
- Campionato Gaúcho: 1

Internacional: 2016
- Campeonato Cearense: 1

Ceara: 2025